# 高浪晨治
高浪晨治（たかなみ しんじ）は、日本の馬術指導者である。
東京乗馬倶楽部、杉谷乗馬クラブで乗馬馬の調教および会員の馬術指導にあたり、その後エバーグリーンホースガーデンに移籍した。
農業高校の馬術部で馬術を始める。陸軍の騎兵出身の調教師に師事した。馬の調教には、その気持ちに通じている人間が馬との信頼関係を築くことが不可欠との考えを持つ。自宅では犬数匹に加え、猫、いたち、あらいぐま等を飼っており、東京乗馬倶楽部に在職中は隣接する明治神宮の鳩が高浪の肩や手に止まる姿が日常的に見られた。1967年には、当時スポーツとしての馬術の中心がフランスから移行したドイツの国立乗馬学校に、半年間の馬術留学を行った。
1959年の皇太子明仁親王の御成婚の際には、皇宮警察に勤務しており、祝典パレードで護衛官が騎乗する馬の調教に携わった。

## 略歴
- 1937年（昭和12年）大分県に生まれる。生家には馬がおり、幼少より裸馬に乗る。
- 熊本県立阿蘇農業高等学校馬術部
- 1956年（昭和31年）馬事公苑
- 1957年（昭和32年）皇宮警察本部
- 1965年（昭和40年）社団法人東京乗馬倶楽部（東京都渋谷区）
  - 1967年（昭和42年）ドイツ国立乗馬学校に半年間留学
- 1975年（昭和50年）杉谷乗馬クラブ（大阪府和泉市）
- 1989年（平成元年）社団法人東京乗馬倶楽部技術部長
- エバーグリーンホースガーデン（千葉県長生郡長柄町）